# Potentilla chamaeleo
Potentilla chamaeleo är en rosväxtart som beskrevs av J. Soják. Potentilla chamaeleo ingår i Fingerörtssläktet som ingår i familjen rosväxter.

## Underarter
Arten delas in i följande underarter:
- P. c. byssina
- P. c. pamiricoides
- P. c. quinata
- P. c. tytthantha